# Interscope Records
«Interscope Records» — американський музичний лейбл, що входить до Universal Music Group.
Компанія була заснована у 1990 році Джиммі Йовіном та кінокомпанією Теда Філда Interscope Communications (1982—2003) за фінансовим сприянням Atlantic Records (яка контролювала 53 % акцій лейблу). Тоді лейбл підпорядковувався East West Records America, дочірній компанії Atlantic Records. Перші хіти Interscope з'явилися менш ніж за рік, а в 1993 році він став прибутковим.
Першим релізом Interscope став «Rico Suave» еквадорського репера Герардо в грудні 1990 року; сингл досяг сьомого місця в чарті Billboard Hot 100 у квітні 1991 року. Дебют Primus, Sailing the Seas of Cheese, вийшов у травні. У серпні 1991 року лейбл підписав контракт з Тупаком Шакуром, і він випустив на лейблі свій дебютний альбом 2Pacalypse Now. У 1992 році Interscope домовився про угоду з Dr. Dre і Шугом Найтом на дистрибуцію релізів лейбла Death Row Records, що спеціалізувався на хіп-хопі, артистами якого були популярні на той момент репери Dr. Dre, Snoop Dogg і Tha Dogg Pound. У той час Дре записував свій дебютний сольний альбом The Chronic. Початкові плани передбачали випуск альбому через Sony, але Sony відмовилася від The Chronic через «божевільні речі, які відбуваються навколо Death Row» і контрактний статус Dr. Dre. Почувши альбом, Айовін погодився його випустити, хоча для цього була потрібна складна угода про розповсюдження з Priority Records, лейблом Дре як члена N.W.A. The Chronic вийшов у грудні 1992 року і став мегауспішним.
До кінця наступного року The Chronic продав майже 3 мільйони примірників. Дебютний альбом Snoop Dogg Doggystyle був проданий у кількості понад 800 000 примірників лише за перший тиждень, а Primus і 4 Non Blondes випустили альбоми, які потрапили до 20 найкращих у США. У 1993 році Interscope отримав 90 мільйонів доларів прибутку, випередивши всі прогнози.
Надалі через випуск компанією альбомів у жанрі гангста-реп, лейбл виявився втягнутим у значний конфлікт із представниками громадськості. В результаті, в 1995 році Time Warner, власник Universal Music Group, розірвав зв'язки з Interscope, продавши 50 % акцій Філду та Айовіну за 115 мільйонів доларів.
Dr. Dre залишив Death Row у середині 1996 року і заснував Aftermath Entertainment, нове спільне підприємство з Interscope. У листопаді того ж року Aftermath дебютував з альбомом Dr. Dre Presents the Aftermath. Помічник Айовіна Дін Гейстлінгер відвідав виступ Емінема на реп-олімпіаді в Лос-Анджелесі в 1997 році та передав Айовіну його демо-запис; Айовін, у свою чергу, передав його Дре. У лютому 1999 року Interscope та Aftermath випустили дебютний альбом Емінема The Slim Shady LP. Альбом зайняв друге місце в чартах і отримав дві премії «Греммі». Пізніше в 1999 році Емінем і його менеджер Пол Розенберг заснували Shady Records.
Interscope/Shady випустили альбом Емінема The Marshall Mathers LP 23 травня 2000 року. Альбом розійшовся тиражем 1,76 мільйона копій за перший тиждень і став найшвидше продаванішим реп-альбомом в історії. У жовтні 2000 альбом Limp Bizkit Chocolate Starfish and the Hot Dog Flavored Water розійшовся тиражем у 1,05 мільйона копій за перший тиждень у Сполучених Штатах, закріпивши статус ню-металу у поп-культурі як найкращого жанру в музичній індустрії того часу.
Interscope/Shady випустили The Eminem Show у травні 2002 року та саундтрек до фільму Емінема «Восьма миля» у жовтні; до кінця року було продано понад 11 000 000 копій цих двох альбомів. У 2003 році лейбл випустив дебютний альбом 50 Cent Get Rich or Die Tryin', який розійшовся тиражем у 872 000 копій за шість днів, і став 9-платиновим у США. 50 Cent отримав свій лейбл G-Unit Records під крилом Interscope/Aftermath/Shady.
До середини 2000-х років асортимент лейблу став розширюватися, та вже мав таких виконавців: індастріал-рок-гурт Nine Inch Nails, шок-рокера Меріліна Менсона, гурти Limp Bizkit, Helmet, No Doubt, а потім латино-виконавця Kings Of Flow.
Після придбання компанією UMG PolyGram у 1998 році, Geffen Records та A&M Records були об'єднані в Interscope. У 2004 році відбулося злиття DreamWorks Records у Interscope-Geffen-A&M групу, після чого виконавцями лейблу стали: Blink-182, Papa Roach, Rise Against, Неллі Фуртадо, Lifehouse, AFI, The All-American Rejects, Jimmy Eat World та Руфус Вейнрайт. У 2005 році Interscope запустила новий лейбл з назвою Cherrytree Records, що опікується молодими музичними виконавцями: гурт Lovemakers, Far East Movement, Feist, Flipsyde, Tokio Hotel, Mindless Behavior, ДжоДжо, Роско Dash, Culice Damani та Robyn.
В травні 2007 Interscope та Джастін Тімберлейк анонсували створення нового музичного лейблу Tennman Records, який підписав контракт зі своїм першим виконавцем — Esmee Denters.
У 2011 році до Interscope приєднались Леді Гага (з Cherrytree Records) та Мадонна (з WMG).

## Список виконавців
- 50 Cent
- Alex_242
- All Time Low
- Alyssa Bernal
- Avicii
- Bad Meets Evil
- Black Eyed Peas
- Black Tide
- Blaqstarr
- Blink-182
- Карлі Рей Джепсен
- Carney
- Cassie
- Cold War Kids
- Colette Carr
- Crystal Nicole
- DaBaby
- Destinee & Paris
- Diddy
- Die Antwoord
- Don Trip
- Dr. Dre
- Ellie Goulding
- Емінем
- Escape The Fate
- Far East Movement
- Feist
- Fergie
- Frankmusik
- FreeSol
- French Montana(інші мови)
- The Game
- Girls' Generation
- Greyson Chance
- G-Unit
- Haley Reinhart
- i SQUARE
- Il Volo
- Imagine Dragons
- Jared Evan
- ДжоДжо
- Jordy Towers
- Kayla Brianna
- Keane
- Keke Palmer
- Кендрік Ламар
- Кері Хілсон
- Кіша Коул
- La Roux
- Леді Ґаґа
- Лана Дель Рей
- Лорен Алайна
- Lauren Bennett
- Lifehouse
- Lil Playy
- Limp Bizkit
- Lloyd
- LMFAO
- LoveRance
- M.I.A.
- Madonna
- Major Lazer
- Mary J. Blige
- Меттью Кома
- Maximum Balloon
- Machine Gun Kelly
- Michael Kiwanuka
- Midnight Red
- Mindless Behavior
- Mishon
- Modestep
- My Name Is Kay
- N*E*R*D
- Natalia Kills
- Nelly Furtado
- Nero
- New Kids on the Block
- Nicole Scherzinger
- No Doubt
- Noah and the Whale(інші мови)
- OMG Girlz
- OneRepublic
- Papa Roach
- Pharrell Williams
- Pia Toscano
- Pussycat Dolls
- Queens Of The Stone Age
- Quincy Jones
- Red Café
- Reema Major
- Rise Against
- Robin Thicke(інші мови)
- Robyn
- Roscoe Dash
- Rye Rye
- Scotty McCreery
- Semi Precious Weapons
- Shareefa
- Skylar Grey
- Slaughterhouse
- Sons of Sylvia
- Soulja Boy(інші мови)
- Starshell
- Sting
- Teyana Taylor
- The All-American Rejects
- The Knux
- The Police
- The Pretty Reckless
- The Wild Feathers
- Them Crooked Vultures
- Timbaland
- Timothy Bloom
- Tokio Hotel
- Tom Andrews
- Travis Barker
- TV On The Radio
- U2
- Vado
- Van Halen
- Vistoso Bosses
- We Are Serenades
- Where the Wild Things Are
- will.i.am
- Wolfmother
- Yeah Yeah Yeahs
- Yelawolf
- Zander Bleck